# Glödnitz

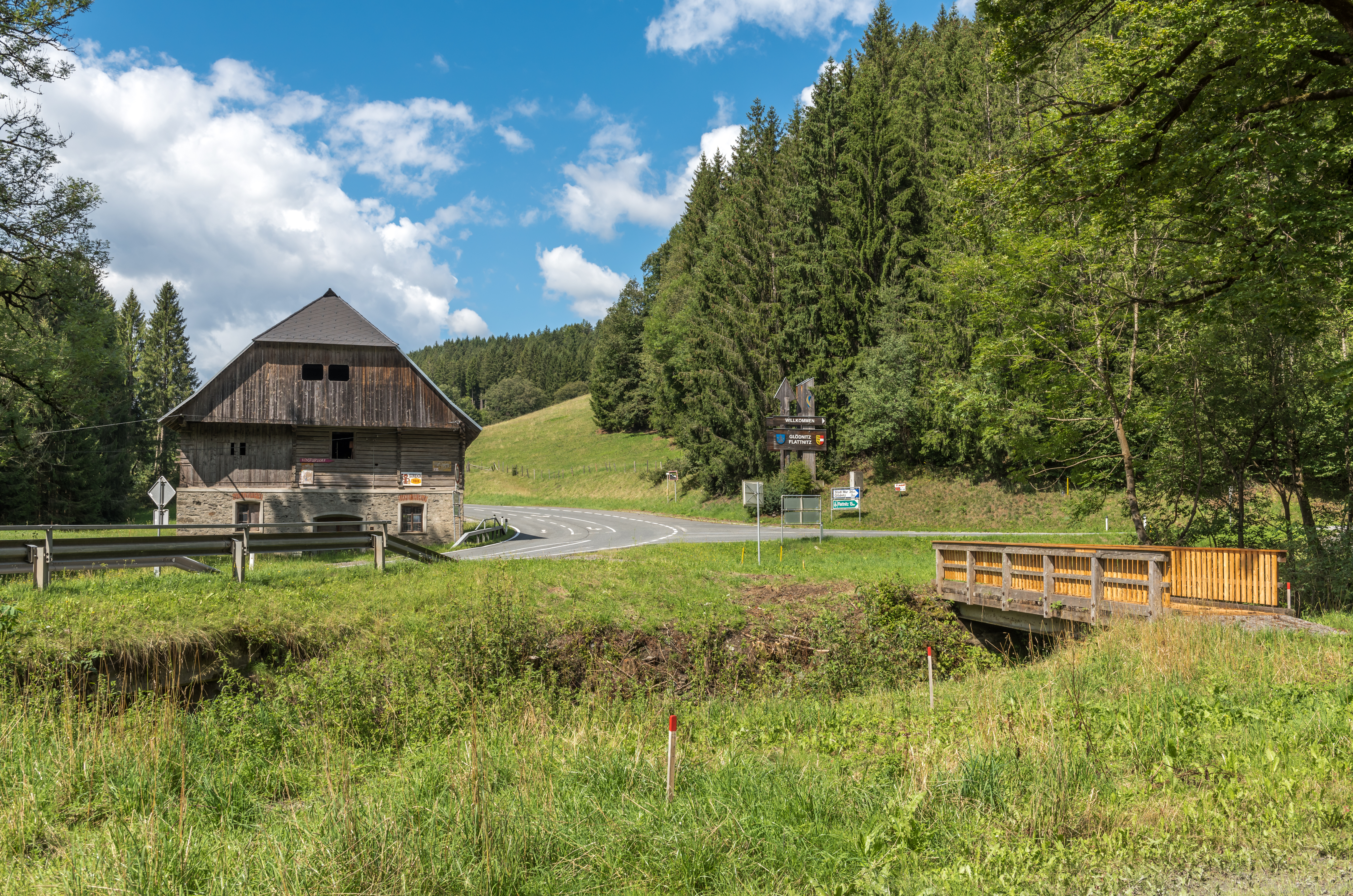
Grange à Glödnitz. Aout 2019.

Glödnitz est une commune autrichienne du district de Sankt Veit an der Glan en Carinthie.